# Boone County, Kentucky
Boone County är ett administrativt område i delstaten Kentucky, USA, med 118 811 invånare. Den administrativa huvudorten (county seat) är Burlington. 

## Geografi
Enligt United States Census Bureau har countyt en total area på 666 km². 637 km² av den arean är land och 28 km² är vatten.

### Angränsande countyn
- Hamilton County, Ohio - nord
- Kenton County - öst
- Grant County - syd
- Gallatin County - sydväst
- Switzerland County, Indiana - väst
- Ohio County, Indiana - väst
- Dearborn County, Indiana - nordväst